# Segestes beieri
Segestes beieri är en insektsart som beskrevs av Kästner 1934. Segestes beieri ingår i släktet Segestes och familjen vårtbitare. Inga underarter finns listade i Catalogue of Life.